# Scandanavian Championships
Il Scandanavian Championships è stato un torneo di tennis facente parte del Grand Prix giocato nel 1977 a Helsinki in Finlandia su campi in sintetico indoor.

## Albo d'oro

### Singolare
| Anno | Vincitore | Finalista       | Punteggio |
| ---- | --------- | --------------- | --------- |
| 1977 | Mark Cox  | Kjell Johansson | 6–3, 6–3  |

### Doppio
| Anno | Vincitori             | Finalisti              | Punteggio     |
| ---- | --------------------- | ---------------------- | ------------- |
| 1977 | Jiří Hřebec Hans Kary | David Lloyd John Lloyd | 5–7, 7–6, 6–4 |